# Georg Schrimpf
Georg Schrimpf (München, 13 februari 1889 – Berlijn, 19 april 1938) was een Duits kunstschilder. Hij wordt gerekend tot de stroming van de Neue Sachlichkeit.

## Leven en werk
Schrimpfs vader overleed voor zijn geboorte en hij was vroeg op zichzelf aangewezen. Hij was een poosje leerling-bakker en reisde vervolgens tussen 1905 en 1914 door België, Frankrijk, Zwitserland en Noord-Italië, diverse eenvoudige baantjes vervullend. In Noord-Italië sloot hij in een anarchistische kolonie vriendschap met de schrijver Oskar Maria Graf. Tijdens de Eerste Wereldoorlog wist hij zich om gezondheidsredenen buiten de militaire dienst te houden en woonde hij in Berlijn. In die tijd begon hij te schilderen. Als volledig autodidact kopieerde hij Hollandse meesters, als broodwinning.
In 1916 trok Schrimpf voor het eerst de aandacht als authentiek kunstenaar met de expositie van een aantal houtgravures, die werden geprezen door kunstcriticus Herwarth Walden. In 1918, na het overlijden van zijn vrouw Maria kort nadat ze getrouwd waren, vestigde hij zich in München. In 1921 sloot hij zich aan bij de 'Neue Sezession'. In 1922 reisde hij naar Italië, waar hij in contact kwam met de veristisch-realistische kunstenaarsgroep 'Valori plastici', die hem sterk zou beïnvloeden. Hij werkte regelmatig samen met Alexander Kanoldt.
In 1925 nam Schrimpf deel aan de grote 'Neue Sachlichkeit'-tentoonstelling in de Kunsthalle Mannheim. Vervolgens gold hij als een van de meest prominente vertegenwoordigers van deze nieuwe stroming, samen met Otto Dix, George Grosz en Christian Schad. Zijn werk kenmerkte zich door een scherpe uitbeelding van statisch en steriel weergeven objecten. Schrimpf maakte vooral portretten en stillevens, maar ook wel landschappen.
Vanaf 1927 doceerde Schrimpf aan de School voor Decoratiekunst in München, maar toen de nazi's in 1933 aan de macht kwamen verloor hij zijn baan. Zijn werk werd bestempeld als ontaard en het werd hem verboden zijn werk nog te exposeren. Later was hij nog enige jaren docent aan de Hogeschool voor Kunstdocenten in Berlijn, maar ook daar werd hij in 1937 ontslagen, nu vanwege zijn 'rode' verleden. Hij overleed in 1938, 49 jaar oud.
Werk van Schrimpf is momenteel te zien in het Museum of Modern Art te New York, het Los Angeles County Museum of Art, de Neue Nationalgalerie in Berlijn, de Städtische Galerie im Lenbachhaus en de Pinakothek der Moderne in München, het Museum Ludwig in Keulen, het Von der Heydt-Museum in Wuppertal en het Kunstmuseum Basel. Ook het Scheringa Museum voor Realisme bezat werk van Schrimpf. In 1995 eerde de Deutsche Bundespost hem met een postzegel met zijn schilderij “Stilleven met kat” uit 1923.

## Galerij

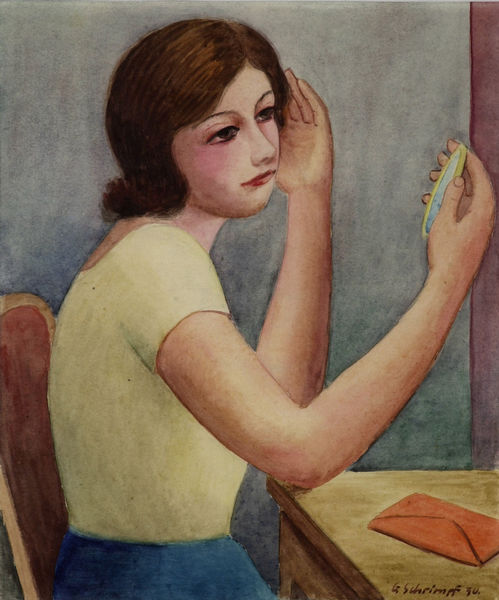
Meisje met spiegel
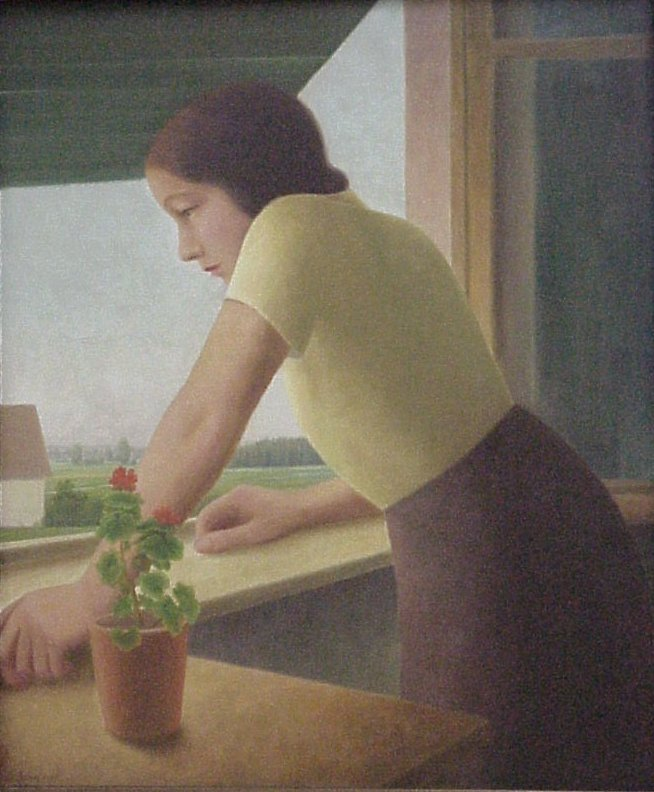
Ausschauende
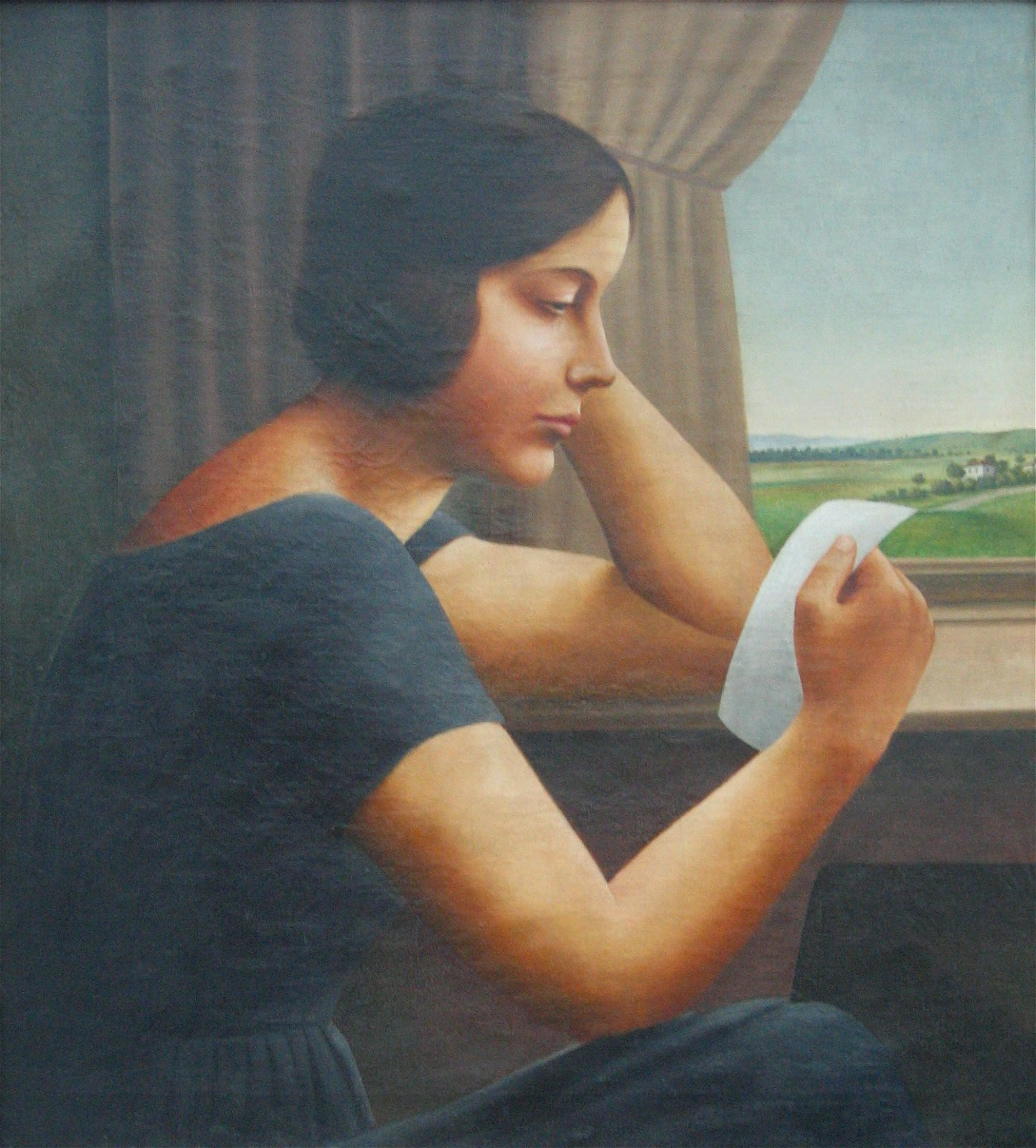
Martha leest een brief
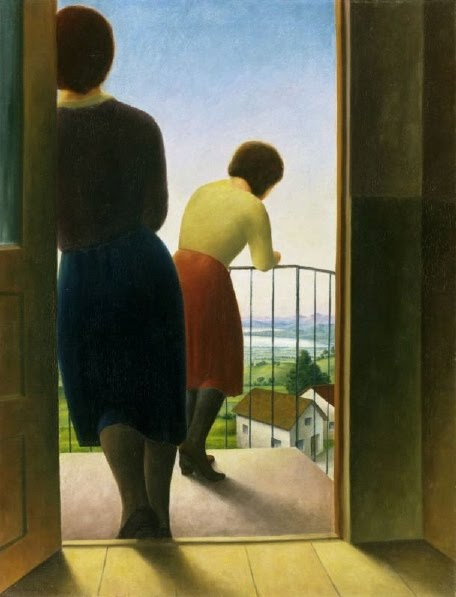
Op het balkon
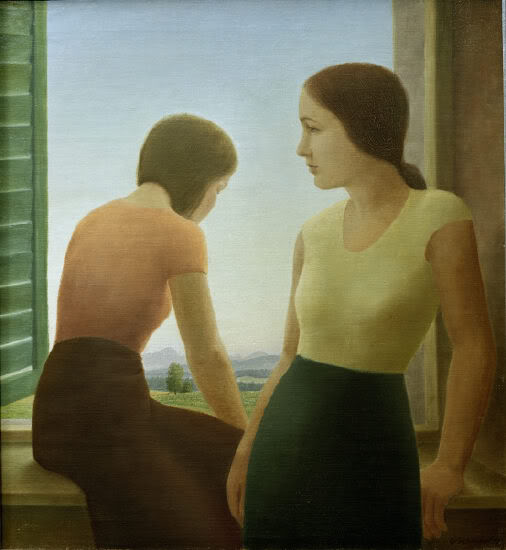
Zwei Mädchen am Fenster
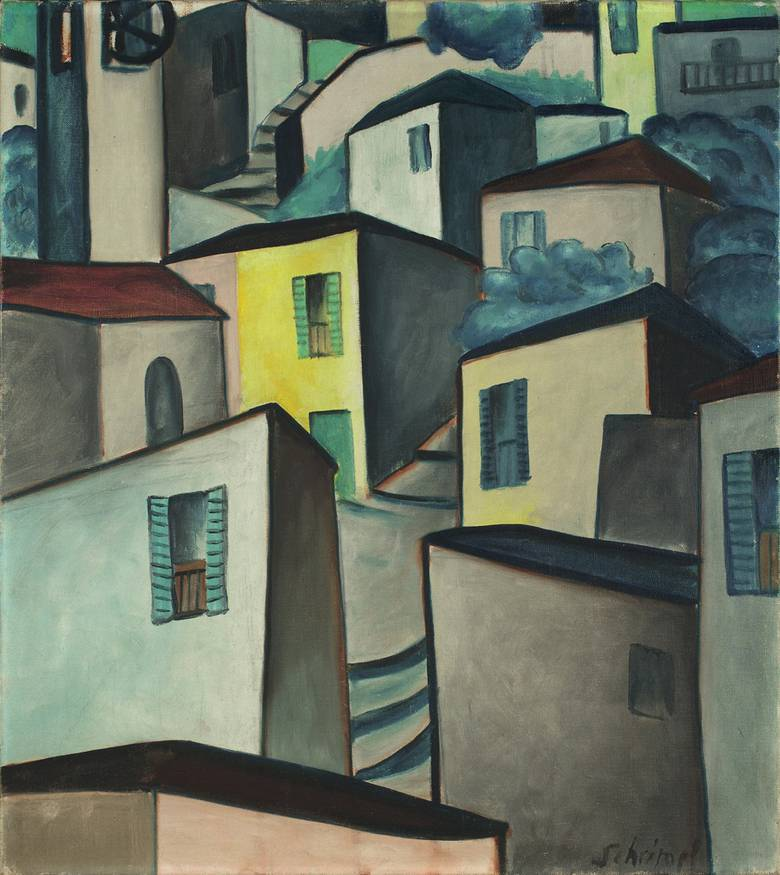
Porto Ronco
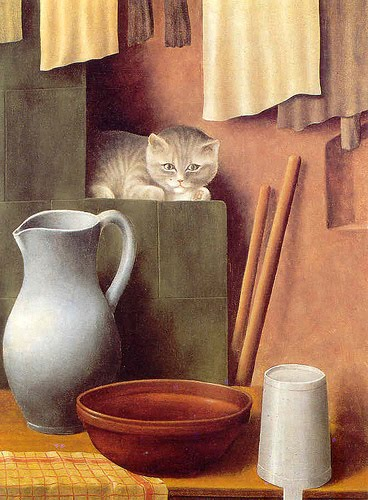
Stilleven met kat
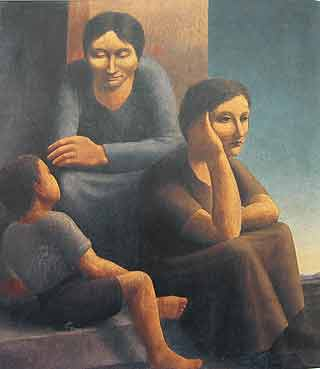
Op de trap in de avond
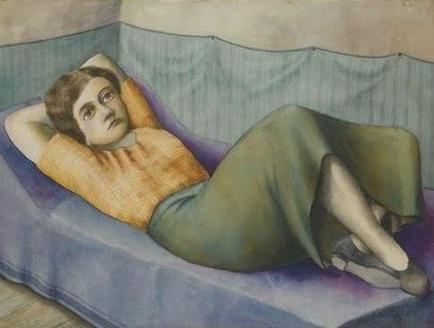
Vrouw op een sofa
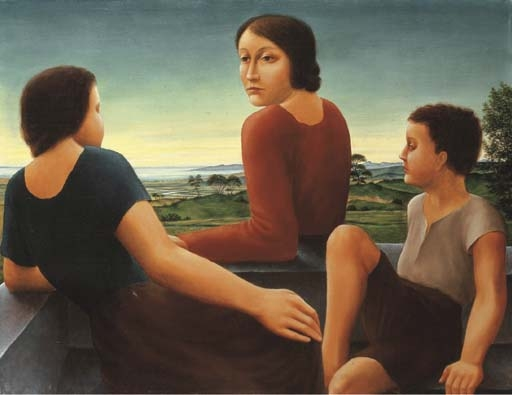
Figuren in een landschap